# Karl Weber (Jurist)
Karl Weber (* 1951 in Hall in Tirol) ist ein österreichischer Rechtswissenschafter.

## Leben
Von 1970 bis 1975 studierte er Rechtswissenschaft, Philosophie und Geschichte in Innsbruck. Nach der Promotion 1975 zum Dr. iur. und der Habilitation 1986 (Verfassungs-, Verwaltungsrecht, Allgemeine Staatslehre) war er seit 1991 ordentlicher Universitätsprofessor für Öffentliches Recht, Finanzrecht und Politikwissenschaft an der Universität Innsbruck.

## Schriften (Auswahl)
- Die mittelbare Bundesverwaltung. Eine verfassungs- und verwaltungsrechtliche Untersuchung der Organisation der Verwaltung des Bundes im Bereich der Länder außer Wien. Zugleich eine Geschichte der Behörden der allgemeinen staatlichen Verwaltung in den Ländern außer Wien. Wien 1987, ISBN 3-7003-0738-1.
- mit Johannes Barbist: Bundesumwelthaftungsgesetz. Kurzkommentar. Wien 2009, ISBN 978-3-7046-5128-0.
- mit Michael Obermeier: Rechtliche Grundlagen und Haftungsfragen in der Siedlungswasserwirtschaft. Innsbruck 2012, ISBN 978-3-902811-48-6.
- mit Arno Kahl: Allgemeines Verwaltungsrecht. Wien 2019, ISBN 3-7089-1855-X.